# TRR Trygghetsrådet
TRR Trygghetsrådet är en svensk partsägd organisation som arbetar med omställningar på arbetsmarknaden för privata tjänstemän. Trygghetsrådet är upplagt som en stiftelse, baserat på ett avtal mellan Svenskt Näringsliv och PTK. Trygghetsrådet arbetar med övertalig och friställningshotad personal på grundval av ett trygghetsavtal. Trygghetsrådet har verkat sedan 1974. I verksamheten ingår rådgivning och stöd till medarbetare, ledning och fackliga företrädare i företag som genomför omställning.
Över 32 000 företag med sammanlagt 850 000 medarbetare, huvudsakligen tjänstemän i det privata näringslivet, är anslutna till TRR Trygghetsrådet. Organisationen har cirka 250 medarbetare på drygt 40 platser i landet. Huvudkontoret finns i Stockholm.
TRR Trygghetsrådet är ett av ca 15 trygghetsråd i Sverige. 